# 판첸 라마

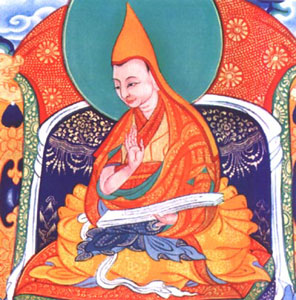
제1대 판첸 라마, 케줍제 게렉빠상

판첸 라마(티베트어: པན་ཆེན་བླ་མ་, 라틴어: Panchen Lama, 중국어 정체자: 班禪額爾德尼, 간체자: 班禅额尔德尼)는 티베트 불교에서 달라이 라마의 뒤를 잇는 제2의 지도자 및 그 칭호이다. 아미타불의 화신으로 여겨지며 환생에 의해 후계자가 정해진다.
당대는 11대 판첸 라마로 간덴포탄이 인정한 정통 후계자인 게둔 초에키 니마(更登確吉尼瑪)와 중국 정부가 지명한 11세인 기알첸 노르부(堅贊諾布)의 두 사람이 병존하는 사태가 일어나고 있다.

## 개요
티베트 제2의 도시인 시가체 시의 타쉬룬포 사원의 수장이며, 티베트 불교 겔룩파에서 서열2위이다. 타쉬룬포 사원에는 역대의 판첸 라마의 영탑이 있다.
역사적으로, 티베트 제1의 도시인 라싸와 티베트 제2의 도시의 시가체의 사이에는 티베트 중앙부의 패권을 둘러싼 정치적인 대립이 있었다. 시가체의 지배층인 귀족이나 승려는 라싸에 일이 있을 때마다 반발하며 대항하는 일이 많았다. 티베트 불교 거루파(황교)가 융성하여, 라싸·시가체 모두 거루파가 지배하게 되었다. 청조의 보호 하에 달라이 라마 정권이 성립하면서, 5대 달라이 라마로부터 티베트 불교계의 서열2위를 획득했다. 하지만 청조로부터 보호를 받은 달라이 라마 정권과는 달리 빤첸 라마에게는 정권 같은 세속적인 권력은 주어지지 않았다. 청나라는 종주국으로 티베트를 통치하면서 역대 달라이 라마와 빤첸 라마와의 정치적 갈등을 교묘하게 이용해 왔다.
신해혁명으로 청나라가 멸망한 뒤에 판첸 라마와 시가체는 중화민국과 중국에서 지원을 받았다.

## 역대 판첸 라마 목록
틀:역대 판첸 라마

## 같이 보기
- 달라이 라마
- 타쉬룬포 사원